# Oreopsyche valesiella
Oreopsyche valesiella är en fjärilsart som beskrevs av Pierre Millière 1867. Oreopsyche valesiella ingår i släktet Oreopsyche och familjen säckspinnare. Inga underarter finns listade i Catalogue of Life.